# Angoshtjān
Angoshtjān (persiska: انگشتجان) är en ort i Iran.   Den ligger i provinsen Östazarbaijan, i den nordvästra delen av landet, 600 km nordväst om huvudstaden Teheran. Angoshtjān ligger 1 570 meter över havet och antalet invånare är 213.
Terrängen runt Angoshtjān är varierad, och sluttar söderut.Runt Angoshtjān är det ganska tätbefolkat, med 56 invånare per kvadratkilometer. Närmaste större samhälle är Tasūj, 5,1 km söder om Angoshtjān. Trakten runt Angoshtjān består i huvudsak av gräsmarker.